# Bitwa pod Rowinami (1282)
Bitwa pod Rowinami (1282) – bitwa stoczona zimą z 1282 na 1283, pomiędzy wojskami księcia krakowskiego Leszka Czarnego a wojskami litewskimi.
Po nieudanej wyprawie z jesieni 1282 i klęsce Jaćwingów nad Narwią, Litwini podjęli odwetową wyprawę na Polskę. Poprzez Lasy Łukowskie wtargnęli do ziemi sandomierskiej paląc i łupiąc. Na drodze najeźdźcy pod wsią Rowiny stanęły wojska małopolskie pod dowództwem księcia Leszka Czarnego. Książę krakowski wygrał bitwę stosując skutecznie manewr pozorowanej ucieczki, czym potwierdził swoje nieprzeciętne zdolności dowódcze na polu walki. 